# Liste der Tiberbrücken in Rom

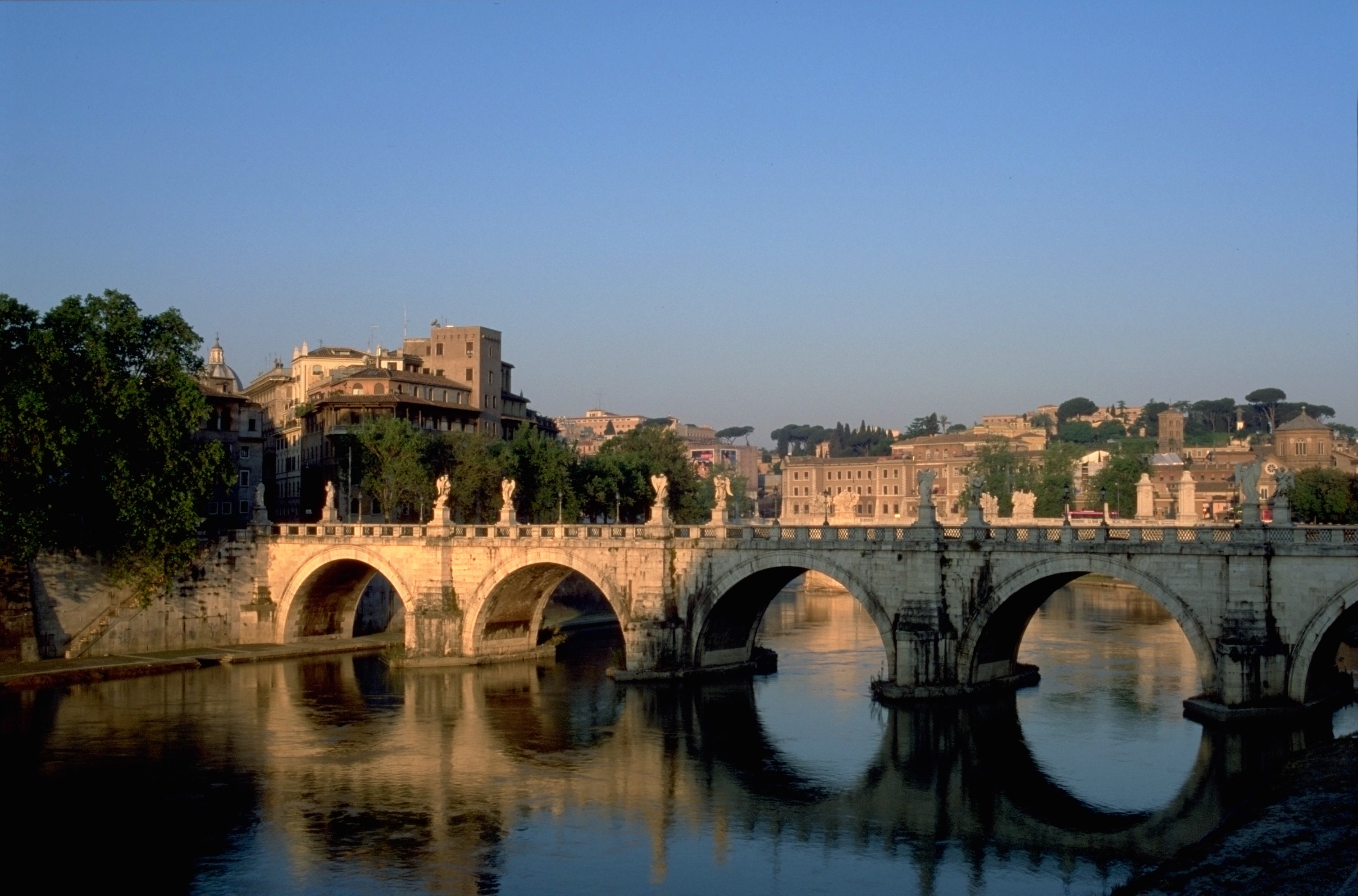
Engelsbrücke

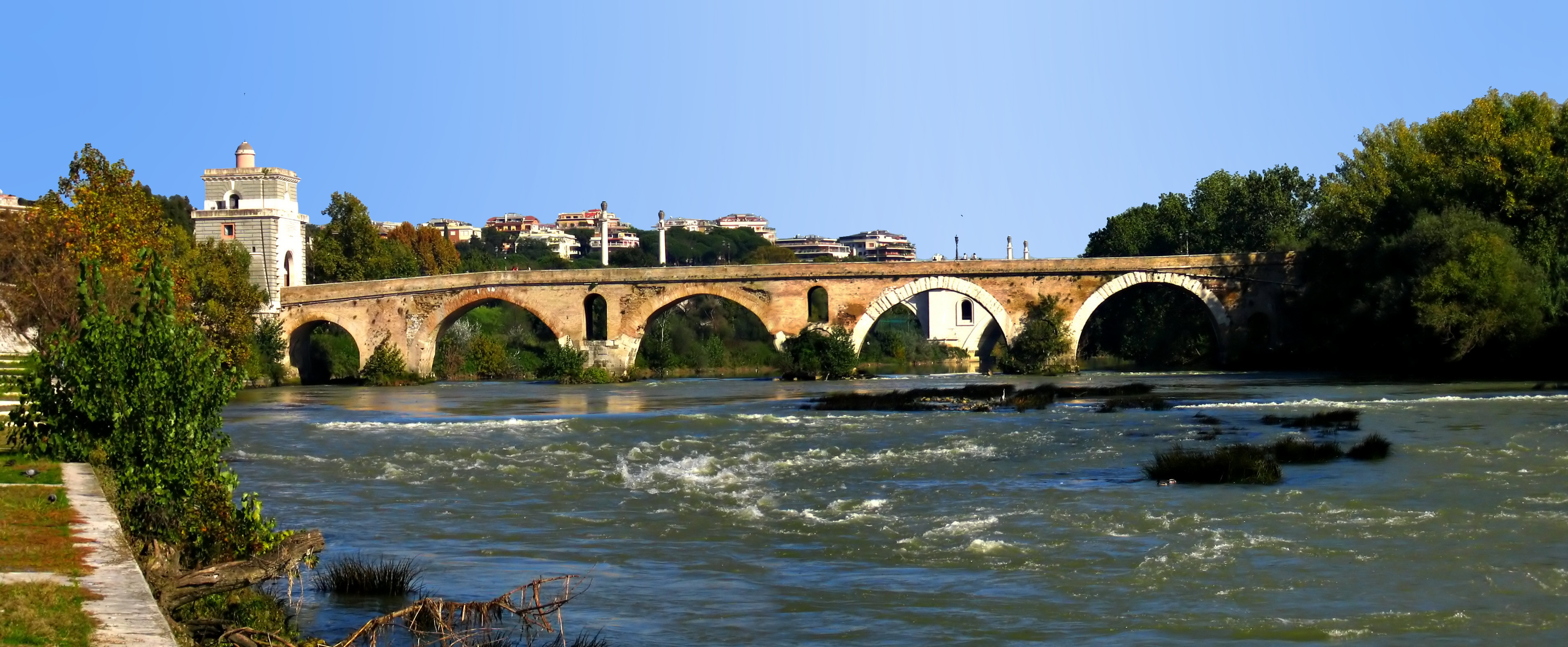
Milvische Brücke

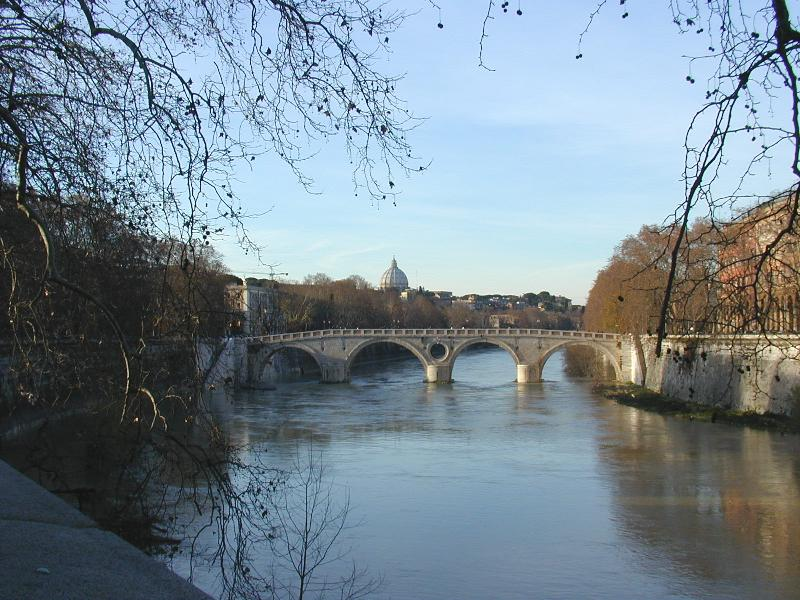
Ponte Sisto

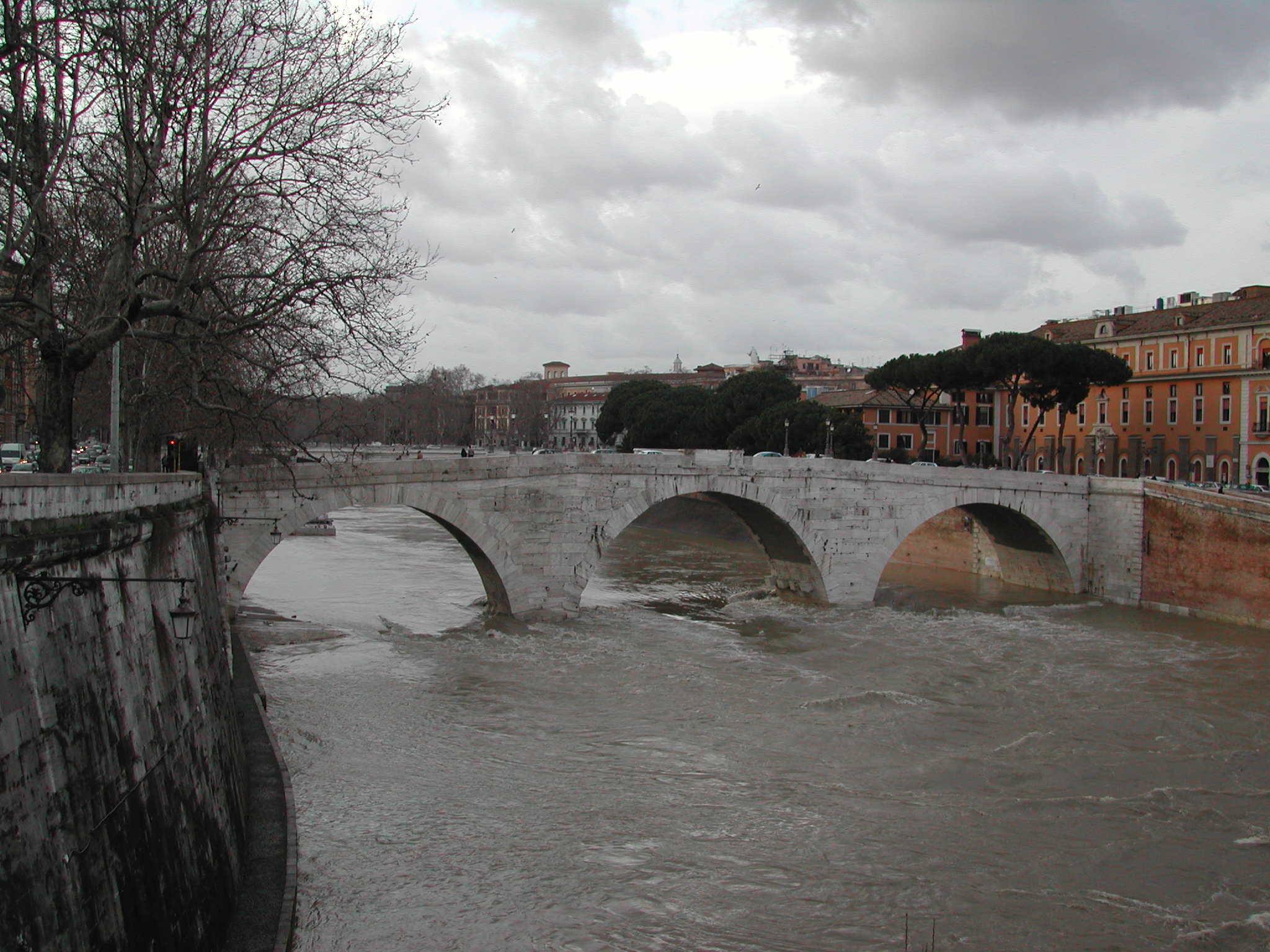
Pons Cestius

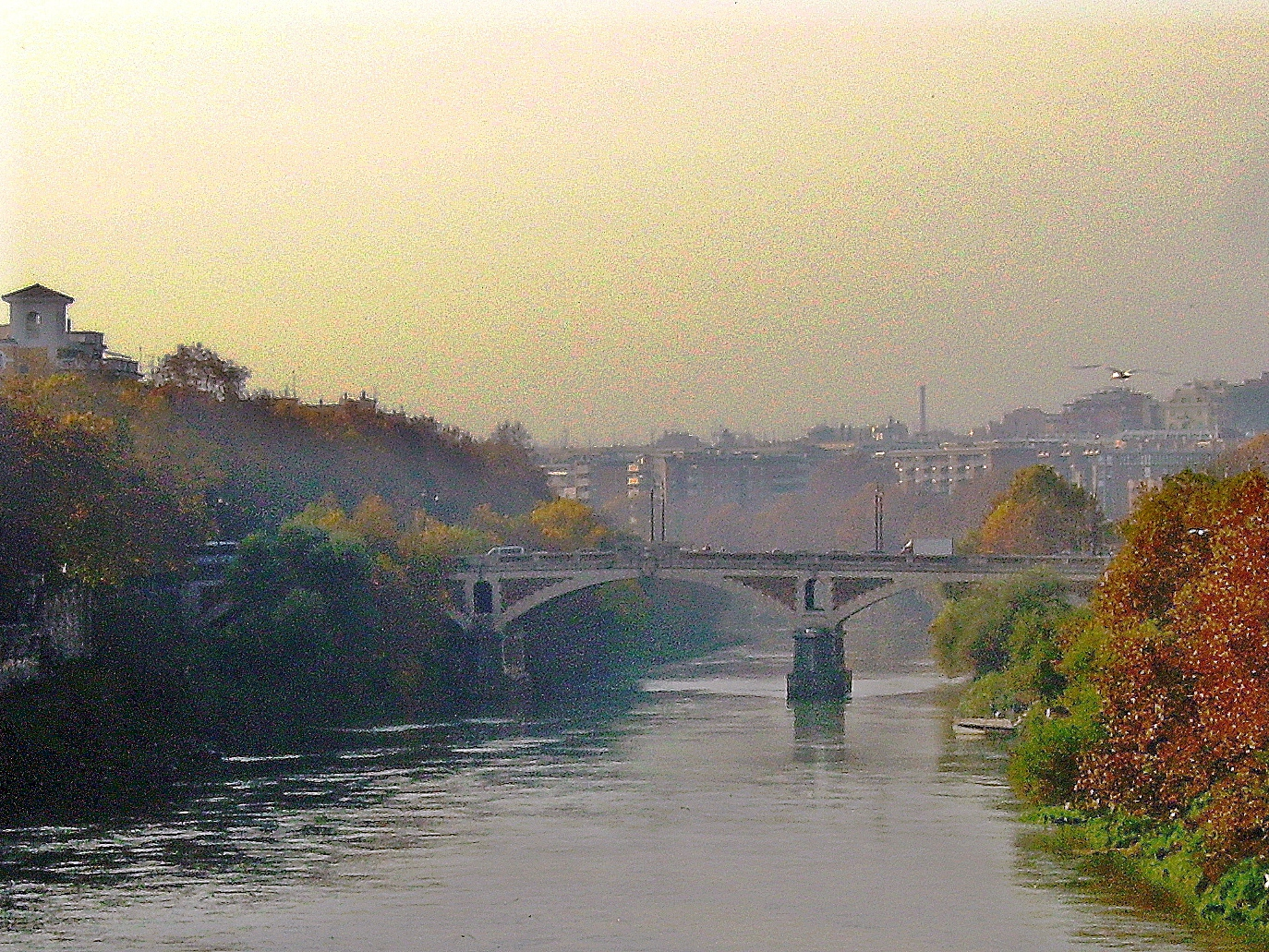
Ponte Sublicio

In Rom befinden sich zahlreiche Brücken, die über den Tiber oder seine Zuflüsse führen. Manche dieser Brücken stammt aus antiker Zeit oder es handelt sich um Neubauten an Stelle antiker Brücken, die meisten stammen aber aus dem 20. Jahrhundert. Die bekannteste Brücke ist die Engelsbrücke, die direkt zur Engelsburg führt.
Hier eine Liste der Tiberbrücken in Rom – flussabwärts von Norden nach Süden:
- Ponte di Castel Giubileo (1951)
- Ponte di Tor di Quinto (1960)
- Ponte Flaminio (1932–1951)
- Ponte Milvio (207 v. Chr.; im Mittelalter „Ponte Mollo“ genannt)
- Ponte Duca d’Aosta (1939–1942)
- Ponte della Musica (2008–2011)
- Ponte del Risorgimento (1911)
- Ponte Matteotti (1929; vor 1945 „Ponte delle Milizie“ bzw. „Ponte Littorio“ genannt)
- Ponte Pietro Nenni (1971–1972)
- Ponte Regina Margherita (1886–1891; auch kurz „Ponte Margherita“ genannt)
- Ponte Cavour (1891–1896)
- Ponte Umberto I (1885)
- Ponte Sant’Angelo (Engelsbrücke), (134 n. Chr. als „Pons Aelius (Ponte Elio)“ bezeichnet)
- Ponte Vittorio Emanuele II (1886–1911; auch kurz „Ponte Vittorio“ genannt, an Stelle der "Pons Neronianus" errichtet)
- Ponte Principe Amedeo (1942, an Stelle der „Ponte dei Fiorentini“ errichtet)
- Ponte Mazzini (1904–1908)
- Ponte Sisto (1473–1479; ersetzte die römische „Ponte di Agrippa“, die auch „Ponte Aurelio“, „Ponte Antonino“ oder „Ponte di Valentiniano“ genannt und im Mittelalter als „Pons fractus“ oder „Pons ruptus“ bezeichnet wurde)
- Ponte Garibaldi (1888)
- Ponte Cestio (auch Ponte San Bartolomeo) an der Tiberinsel (Mitte des 1. Jh. v. Chr. als „Pons Cestius“ in Richtung rechtes Tiberufer errichtet)
- Ponte Fabricio an der Tiberinsel (62 v. Chr. als „Pons Fabricius“ in Richtung linkes Tiberufer errichtet)
- Fragmente der „Ponte Rotto“ (241 v. Chr. als „Pons Aemilius (Ponte Emilio)“ errichtet und im Mittelalter als „Ponte di Lepido“, „Ponte lapideo“, „Ponte dei Senatori“ oder „Ponte Maggiore“ bezeichnet; 1552 wiederaufgebaut und erneut 1573–1575)
- Ponte Palatino (1886–1891), volkstümlich auch als „Ponte inglese“ oder „Ponte degli inglesi“ bezeichnet, da durch eine ungewöhnliche Verkehrsführung auf der Brücke Linksverkehr besteht.
- Ponte Sublicio (1914–1919; auch als „Ponte Aventino“ bezeichnet)
- Ponte di Probo (eingestürzt, nur Reste der Fundamente erhalten)
- Ponte Testaccio (1940–1948)
- Ponte dell’Industria (1863; auch als „Ponte di San Paolo“ oder heute „Ponte di ferro“ bezeichnet, ursprünglich eine Eisenbahnbrücke)
- Ponte Marconi (1937–1954)
- Ponte della Magliana (1930–1948)
- Ponte Monumentale di Mezzocammino (1938)
- Ponte di Tor Boacciana („Ponte della Scafa“)